# 오비상
오비상(영어: Obie Award)은 그 해에 뉴욕에서 개최된 뛰어난 무대에 주어지는 상이다. 빌리지 보이스가 주최한다.